# Janko Kosin
Janko Kosin, slovenski partizan, politik in politični komisar, * 21. avgust 1924, † ?.
Kot pripadnik 13. slovenske narodnoosvobodilne brigade je bil eden izmed odposlancev, ki so se udeležili Zbora odposlancev slovenskega naroda v Kočevju.